# Mälartorget
Mälartorget er et torv i Gamla stan i Stockholm, som har fået sit navn efter beliggenheden ved indsøen Mälaren. Mälartorget ligger mellem Munkbrogatan og Munkbroleden, ved torvet ligger T-banestationen Gamla stan. Navnet Mälartorget forekom første gang i Stockholms adressekalender i 1866.

## Historie
På Petrus Tillaeus' kort fra 1733 fremgår det at der var planlagt yderligere tre karréer på pladsen, hvor Mälartoget ligger i dag, som ksulle ligger sydvest for karréerne Caron, Jason og Midas som skulle kadles henholdsvis Amerika, Afrika og Asia og som skulle bygges efter en omfattende udfylning af området, men det blev aldri gennemført. Torvet og en ny havn blev bygget i midten af 1800-tallet, med en noget mindre udfylning.
Torvet blev i 1869 optatt blandt de allmänna försäljningsplatser, afsat "till försäljning af landtmannavaror, införda med de ångbåtar, som invid samma torg tillägga". På dette området var der tidligere en stor kloak- og affaldsdynge, omgivet af et gærde, hvor Stadsholmens latrintønder blev tømt. Stedet blev derfor kaldt Flugmötet, navnet var således officielt at det stod i en vejviser fra 1844. I Arthur Thesleffs bog Stockholms förbrytarspråk och lägre slang kaldes plassen Bonntorget.
Affaldsdyngen blev fjernet i slutningen af 1800-tallet, og to af Sveriges første salgshaller, Köttorgshallen og Munkbrohallen blev bygget på stedet. Disse forsvant da Gamla stans tunnelbane-indgang blev bygget i 1950.
I Midas-karréen blev Johan Fredrik Åboms tidlige lejegård af kontinental type bygget i 1860. Efter 1936 indeholdt den biografen Hansa med 110 siddepladser. Over indgangsdøren lyste ordet "BIO" i neonbogstaver. Filmvisningerne ophørte i 1954, derefter blev lokalet overtaget af Teatern i Gamla stan. I karréen lå tidligere en sukkermølle som i 1903 blev revet ned for at give plads til Sam Kjellbergs privatbolig og erhvervsbygning i jugendstil. AOS Arkitekter udformede i 1956 bygningen som nu huser Munkbrohallen. Oprindeligt blev det bygget som kontorer for Stockholms Spårvägar.